# Rosie Casals
Rosemary »Rosie« Casals, ameriška tenisačica, * 16. september 1948, San Francisco, ZDA.
Rosie Casals je zmagovalka dvanajstih turnirjev za Grand Slam med dvojicami, sedemnajstkrat se je še uvrstila v finale. V posamični konkurenci je v finalu zaigrala v letih 1970 in 1971 na turnirju za Odprto prvenstvo ZDA, ko sta jo premagali Margaret Court in Billie Jean King. Na turnirjih za Prvenstvo Avstralije se je najdlje uvrstila v polfinale leta 1967, kot tudi na turnirjih za Odprto prvenstvo Anglije v letih 1967, 1969, 1970, 1972, na turnirjih za Odprto prvenstvo Francije pa v četrtfinale v letih 1969 in 1970. V konkurenci ženskih dvojic, kjer je bila njena najpogostejša partnerka Billie Jean King, je petkrat osvojila Odprto prvenstvo Anglije in štirikrat Odprto prvenstvo ZDA, v konkurenci mešanih dvojic pa dvakrat Odprto prvenstvo ZDA in enkrat Odprto prvenstvo Anglije. V letih 1970, 1976, 1977, 1978, 1979, 1980 in 1981 je bila članica zmagovite ameriške reprezentance na Pokalu federacij. Leta 1996 je bila sprejeta v Mednarodni teniški hram slavnih.

## Finali Grand Slamov

### Posamično (4)

#### Porazi (2)
| Leto | Turnir                   | Nasprotnica v finalu | Rezultat finala |
| 1970 | Odprto prvenstvo ZDA     | Margaret Court       | 2–6, 6–2, 1–6   |
| 1971 | Odprto prvenstvo ZDA (2) | Billie Jean King     | 4–6, 6–7        |

### Ženske dvojice (21)

#### Zmage (9)
| Leto | Turnir                       | Partnerica         | Nasprotnici v finalu                   | Rezultat finala |
| 1967 | Prvenstvo Anglije            | Billie Jean King   | Maria Bueno Nancy Richey Gunter        | 9–11, 6–4, 6–2  |
| 1967 | Nacionalno prvenstvo ZDA     | Billie Jean King   | Mary-Ann Eisel Donna Floyd Fales       | 4–6, 6–3, 6–4   |
| 1968 | Odprto prvenstvo Anglije (2) | Billie Jean King   | Françoise Dürr Ann Haydon-Jones        | 3–6, 6–4, 7–5   |
| 1970 | Odprto prvenstvo Anglije (3) | Billie Jean King   | Françoise Dürr Virginia Wade           | 6–2, 6–3        |
| 1971 | Odprto prvenstvo Anglije (4) | Billie Jean King   | Margaret Court Evonne Goolagong Cawley | 6–3, 6–2        |
| 1971 | Odprto prvenstvo ZDA (2)     | Judy Tegart Dalton | Françoise Dürr Gail Lovera             | 6–3, 6–3        |
| 1973 | Odprto prvenstvo Anglije (5) | Billie Jean King   | Françoise Dürr Betty Stöve             | 6–1, 4–6, 7–5   |
| 1974 | Odprto prvenstvo ZDA (3)     | Billie Jean King   | Françoise Dürr Betty Stöve             | 7–6, 6–7, 6–4   |
| 1982 | Odprto prvenstvo ZDA (4)     | Wendy Turnbull     | Barbara Potter Sharon Walsh            | 6–4, 6–4        |

#### Porazi (12)
| Leto | Turnir                        | Partnerica       | Nasprotnici v finalu               | Rezultat finala |
| 1966 | Nacionalno prvenstvo ZDA      | Billie Jean King | Maria Bueno Nancy Richey Gunter    | 6–3, 6–4        |
| 1968 | Odprto prvenstvo Francije     | Billie Jean King | Françoise Dürr Ann Haydon-Jones    | 7–5, 4–6, 6–4   |
| 1968 | Odprto prvenstvo ZDA (2)      | Billie Jean King | Maria Bueno Margaret Court         | 4–6, 9–7, 8–6   |
| 1969 | Odprto prvenstvo Avstralije   | Billie Jean King | Margaret Court Judy Tegart Dalton  | 6–4, 6–4        |
| 1970 | Odprto prvenstvo Francije (2) | Billie Jean King | Françoise Dürr Gail Lovera         | 6–1, 3–6, 6–3   |
| 1970 | Odprto prvenstvo ZDA (3)      | Virginia Wade    | Margaret Court Julie Tegart Dalton | 6–3, 6–4        |
| 1973 | Odprto prvenstvo ZDA (4)      | Billie Jean King | Margaret Court Virginia Wade       | 3–6, 6–3, 7–5   |
| 1975 | Odprto prvenstvo ZDA (5)      | Billie Jean King | Margaret Court Virginia Wade       | 7–5, 2–6, 7–6   |
| 1982 | Odprto prvenstvo Francije (2) | Wendy Turnbull   | Anne Smith Martina Navratilova     | 6–3, 6–4        |
| 1980 | Odprto prvenstvo Anglije      | Wendy Turnbull   | Kathy Jordan Anne Smith            | 4–6, 7–5, 6–1   |
| 1981 | Odprto prvenstvo ZDA (6)      | Wendy Turnbull   | Kathy Jordan Anne Smith            | 6–3, 6–3        |
| 1983 | Odprto prvenstvo Anglije (2)  | Wendy Turnbull   | Pam Shriver Martina Navratilova    | 6–2, 6–2        |

### Mešane dvojice (6)

#### Zmage (3)
| Leto | Turnir                       | Partner       | Nasprotnika v finalu                | Rezultat finala |
| 1970 | Odprto prvenstvo Anglije     | Ilie Năstase  | Olga Morozova Aleks Metreveli       | 6–3, 4–6, 9–7   |
| 1972 | Odprto prvenstvo Anglije (2) | Ilie Năstase  | Evonne Goolagong Cawley Kim Warwick | 6–4, 6–4        |
| 1975 | Odprto prvenstvo ZDA         | Dick Stockton | Fred Stolle Billie Jean King        | 6–3, 6–7, 6–3   |

#### Porazi (3)
| Leto | Turnir                   | Partner       | Nasprotnika v finalu           | Rezultat finala |
| 1967 | Nacionalno prvenstvo ZDA | Stan Smith    | Billie Jean King Owen Davidson | 6–3, 6–2        |
| 1972 | Odprto prvenstvo ZDA (2) | Ilie Năstase  | Margaret Court Marty Riessen   | 6–3, 7–5        |
| 1976 | Odprto prvenstvo Anglije | Dick Stockton | Françoise Dürr Tony Roche      | 6–3, 2–6, 7–5   |